# Тёмкин, Дмитрий Маркович
Дмитрий Маркович Тёмкин (род. 25 марта 1977, Рязань) — канадский шахматист, гроссмейстер (2001).
С 1991 жил в Израиле, затем переехал в Канаду. 
В составе сборной Канады участник 36-й Олимпиады (2006).

## Таблица результатов
| Год  | Город | Турнир         | + | − | = | Результат | Место |
| ---- | ----- | -------------- | - | - | - | --------- | ----- |
| 2006 | Турин | 37-я Олимпиада | 5 | 3 | 3 | 6½ из 11  |       |

## Изменения рейтинга
| Графики недоступны из-за технических проблем. См. информацию на Фабрикаторе и на mediawiki.org. |